# Tres lladres i un lleó
Tres lladres i un lleó (títol original en noruec, Folk og røvere i Kardemomme by) és una pel·lícula d'animació infantil del 2022 dirigida per Rasmus A. Sivertsen. Basada en la novel·la infantil homònima de Thorbjörn Egner de 1955, el guió està escrit per Karsten Fullu i Ingrid Haukelidset. Sol Heilo s'encarrega de la banda sonora que inicialment va ser escrita pel mateix Egner. La pel·lícula és produïda per Qvisten Animation i es va estrenar 25 de desembre de 2022. S'ha doblat al català.
La pel·lícula va ser nominada al premis Amanda de 2023 en les categories de millor pel·lícula infantil i el Premi del públic.